# Joan Morral i Pelegrí
|  | No s'ha de confondre amb Joan Morral i Tarrés. |

Joan Morral i Pelegrí (Sabadell, 7 d'abril de 1890 - 19 de desembre de 1991) fou regidor de l'Ajuntament de Sabadell i militant republicà federal.

## Biografia
Joan Morral es formà políticament, a principis de segle xx, entre els republicans federals veterans dels anys de la Primera República i des del 13 anys milità en el Círcol Republicà Federal. Durant la vaga general de 1902, encara un nen, va participar en les manifestacions que acabaren amb l'assalt als Maristes de la Rambla de Sabadell, quan des de l'escola dispararen sobre els manifestants. Més endavant, el 1909 va intervenir a Sabadell en la revolta de la Setmana Tràgica, iniciada en la protesta per l'embarcament de soldats cap a la guerra del Marroc, que es va saldar amb la matança de molts revoltats i en la crema d'esglésies. Morral, que en aquells anys havia treballat en una empresa de llanes i havia estat ajudant de notaria, aleshores treballava a l'empresa La Electricidad SA. El 1915, seguint l'empresa, que s'havia traslladat a Mallorca, estigué fora de Sabadell fins al 1919 i no va intervenir en la vaga general de 1917 ni en els fets de l'Obrera.
De retorn a Sabadell, es va reincorporar a la militància republicana i va ser l'enllaç entre el Círcol Republicà i Federal i Lluís Companys, diputat per Sabadell després de l'assassinat de Francesc Layret. El 1926 es va integrar en els escamots d'Estat Català, creats per donar suport a l'ocupació militar de Catalunya per proclamar-hi la República Catalana, intent promogut per Francesc Macià i Estat Català, que acabà en el fracàs de Prats de Molló. Morral participà en les eleccions municipals del 12 d'abril de 1931 en la llista de Coalició d'Esquerres Republicanes, que resultà vencedora, i va ser regidor adscrit a la Comissió de Cultura durant el trienni 1931-1933. En aquesta etapa s'inicià el programa de construcció d'escoles; s'encarregà a Miquel Carreras la redacció del llibre Elements d'història de Sabadell, que es distribuí a totes les escoles, i s'instal·là el Museu d'Història a la casa Casanovas del carrer de Sant Antoni, on encara és avui. El 1934 tornà a la seva feina i a la militància de base.
Durant la guerra treballà a la rereguarda i el gener de 1939 s'exilià no sense abans haver destruït documentació comprometedora i haver enterrat el bust de Francesc Pi i Margall al jardí del Círcol. A l'exili passà pel camp de Sant Cebrià, per una presó prop de Montpeller i finalment s'instal·là lliurement al sud de França, fins que el 1942 pogué tornar sense perill. Durant la postguerra, amb Magí Marcé i Joan Pont, va crear clandestinament el "Comitè Roig" per recaptar fons d'ajuda als presos i a les seves famílies. Com a vell militant del Círcol, sempre va estar vigilat i el van detenir cada vegada que alguna autoritat del règim visitava la ciutat. Va morir als 101 anys, fidel als principis republicans que el van acompanyar tota la vida.
El 25 d'octubre de 1995 Sabadell li dedicà una plaça.